# Giovanni Battista Borghese
Giovanni Battista Borghese (* 1554/1555 in Rom; † 26. Dezember 1609 ebenda; auch Giambattista Borghese) war Gouverneur von Borgo und Kastellan der Engelsburg und der Festung Ancona.

## Leben
Giovanni Battista Borghese stammte aus dem römischen Adelsgeschlechts der Borghese. Er war der Sohn von Graf Marcantonio Borghese (1504–1574) aus Siena, der 1541 mit seiner Familie nach Rom umsiedelte.
Sein Bruder Camillo war als Paul V. von 1605 bis 1621 Papst der katholischen Kirche. Sein Bruder Francesco Graf von Rignano und General der Päpstlichen Armee. Der Sohn aus der Ehe seiner Schwester Ortensia mit Francesco Caffarelli war der spätere einflussreiche Kardinal Scipione Caffarelli Borghese.
Er war Leiter des Registers in Rom seit 1597. Mit Einsetzung seines Bruders Paul V. zum Papst erhielt er eines der höchsten weltlichen Ämter des Kirchenstaates, Gouverneur des Borgo und Kastellan der Engelsburg und der Festung Ancona. 1609 wurde er Fürst von Vivaro. Er war seit 1588 verheiratet mit Virginia Lante, Tochter von Ludovico Lante und Lavinia Maffei. Aus der Ehe ging der einzige Stammhalter des Familienstamms Marcantonio hervor.
Er wurde beigesetzt in der Cappella Paolina von Santa Maria Maggiore. Sein Bruder Francesco wurde 1609 Oberhaupt der Familie Borghese.